# Circuitul Charade
Circuitul Charade (cunoscut și ca Circuitul Louis Rosier) este un circuit de automobilism  amplasat în munții Auvergne din Franța. Este localizat în apropierea orașului Clermont-Ferrand, locul de baștină al companiei Michelin, dar și al pilotului Patrick Depailler.
Construit în 1958 în apropierea unui vulcan stins, circuitul inițial avea o lungime de 8,055 km (5,005 mile) și era descris ca o versiune mai rapidă și mai virajată a Circuitului Nürburgring. Din această cauză, parcurgând circuitul, unii piloți s-au plâns chiar de amețeli și de grețuri. Printre aceștia s-a numărat și Jochen Rindt în Marele Premiu al Franței - 1969. Ca urmare, piloților li s-a permis să folosească căști de protecție fără ecran protector.
Între 1959 și 1967 și între 1972 și 1974, Charade a găzduit Marele Premiu de motociclism al Franței.
În 1964, podiumul cursei de Formula 2 VI Trophée d'Auvergne a fost următorul: Denny Hulme, Jackie Stewart și Jochen Rindt. Acesta a fost primul semn că Circuitul Charade era pregătit să organizeze un Mare Premiu de Formula 1. Ca urmare, Marele Premiu al Franței - 1965 s-a disputat la Clermont-Ferrand.
În 1966, John Frankenheimer a filmat aici Grand Prix, cu Yves Montand și Françoise Hardy. 3000 de localnici au jucat atunci rolul spectatorilor.
În Formula 1, Marele Premiu al Franței s-a desfășurat pe Charade în anii: 1965, 1969, 1970 și 1972. Cariera circuitului în F1 s-a încheiat în același timp cu cea a pilotului Helmut Marko. În timpul Marelui Premiu al Franței din 1972, ca urmare a unei scurt-circuitări a unui viraj, o piatră a sărit din roțile mașinii Lotus condusă de Emerson Fittipaldi, lovindu-l în ochi pe Marko. Deși nu s-au produs accidente grave, tot pietrele au determinat și zece explozii de cauciuc. Din acel an s-a hotărât mutarea Marelui Premiu al Franței pe un nou circuit: Circuitul Paul Ricard.
Până în 1980, când traseul circuitului a început să cadă în dizgrație, pe Charade au continuat cursele de Formula 3, de turisme, de raliuri, dar și altele. Din cauza faptului că pista este amplasată pe versantul unui munte, a fost imposibil să se construiască zone adiacente mai mari, imperios necesare desfășurării unei curse moderne. Aceeași problemă s-a întâlnit și la vechiul Nürburgring. În 1980, trei comisari de cursă au decedat la Clermont-Ferrand, iar în 1984, piloții au protestat împotriva circuitului. Ca urmare, pe 18 septembrie 1988 s-a desfășurat ultima cursă pe traseul de 8 km.
În prezent, o versiune scurtată (3,86 km / 2,4 mile) a circuitului găzduiește curse de Formula 3.
| An   | Dată     | Câștigător     | Constructor  | Detalii |
| ---- | -------- | -------------- | ------------ | ------- |
| 1972 | 2 iulie  | Jackie Stewart | Tyrrell-Ford | Detalii |
| 1970 | 5 iulie  | Jochen Rindt   | Lotus-Ford   | Detalii |
| 1969 | 6 iulie  | Jackie Stewart | Matra-Ford   | Detalii |
| 1965 | 27 iunie | Jim Clark      | Lotus-Climax | Detalii |